# Резня Пан Цзяюй
Резня в Пан Цзяюй (кит. 潘家峪惨案) — резня, проведенная Императорской армией Японии 25 января 1941 года в Пан Цзяюй, Хэбэй, Китай. Эта трагедия была примером политики трёх «всех», проводимой японской армией во время Второй японо-китайской войны. Всего в резне было убито 1230 человек, 96 человек получили ранения, всё имущество было разграблено, было сожжено 1235 домов.

## Память
В 1998 году китайское правительство построило в этой деревне мемориальный зал.